# Ralf Lemcke
Ralf Lemcke (* 1962 in Ost-Berlin) ist ein ehemaliger deutscher Kinderdarsteller.

## Leben
Ralf Lemcke wuchs gemeinsam mit seinem Zwillingsbruder Rolf Lemcke in Ost-Berlin auf. Im Alter von elf Jahren waren beide 1973 Kinderdarsteller in dem TV-Mehrteiler Aber Vati!, einer Produktion des DDR-Fernsehens. Dort spielten beide an der Seite von Erik S. Klein die eineiigen Zwillinge Karl-Jörg und Uwe Mai (Spitznamen: Kalle und Kulle). Im Jahr 1979 schlüpften beide in einer Fortsetzung erneut in diese Rollen.
Im Januar 1974 hatten die Lemcke-Brüder gemeinsam mit Erik S. Klein einen Auftritt in der Fernseh-Revue Ein Kessel Buntes.
Ralf Lemcke war danach, wie auch sein Zwillingsbruder, nicht mehr als Schauspieler tätig. Nach der Wende arbeiteten beide als Autohändler in Ahrensfelde bei Berlin.
Erik S. Klein erwähnte im Jahr 2000 in einem Interview, dass er Mitte der 1980er-Jahre den Kontakt zu Ralf und Rolf Lemcke verloren hatte.

## Filmografie
- 1973/1974: Aber Vati!
- 1979: Aber Vati! – Fünf Jahre danach